# Vol. Best
Vol. Best (Indie) è il primo album pubblicato dalla cantautrice giapponese Hanako Oku.
L'album uscì ufficialmente il 20 aprile del 2005; all'epoca la Oku non era ancora famosa, perciò l'album fu completamente autoprodotto con il ricavato del precedente singolo Hanabi uscito nel 2004 su cd.

## Tracklist
1. Chiisa na Hoshi (小さな星?)
2. Kumo Yorimo Tooku (雲よりも遠く?)
3. Namida no Iro (涙の色?)
4. Sonna Kiga Shita (そんな気がした?)
5. Kusabi (楔?)
6. Waratta Kazu (笑った数?)
7. Kataomoi (片想い?)
8. Aisarete Itai (愛されていたい?)
9. Kyoukaisen (境界線?)
10. Nijiro no Me (虹色の目?)
11. Sono Te (その手?)
12. Tsutaetai Kotoba (伝えたい言葉?)
13. Jiyuu no Kame (自由のカメ?)
14. Waratte Waratte (笑って笑って?)